# .np
.np je internetová národní doména nejvyššího řádu pro Nepál. Registrátorem je již od jejího vzniku v roce 1995 poskytovatel internetového připojení Mercantile Communications Pvt. Ltd. Mezi užívané domény druhého řádu patří .com.np, .gov.np, edu.np, .mil.np, .net.np, .info.np a další. V roce 2014 bylo zaregistrovaných zhruba 32 000 domén.